# Shauntay Hinton
Shauntay Hinton, née le 26 février 1979 à Starkville dans le Mississippi, est une actrice américaine, qui a été élue Miss USA 2002.

## Biographie
Elle est diplômée du lycée de Starkville en 1997, puis étudie ensuite la diffusion des communications à l'université Howard.
En novembre 2001, Shauntay remporte le titre de Miss District de Columbia USA 2002 en novembre 2001, puis participe à l'élection de Miss USA 2002 dont elle remporte le titre et participe à l'élection de Miss Univers 2002.
Elle joue un personnage de fiction, la journaliste Brittany Bhima, dans le jeu vidéo Command & Conquer 3: Tiberium Wars, qui est sorti en 2007.
En 2009, elle interprète Jessica Warner dans 2 épisodes d'iCarly.
En 2009, Shauntay Hinton apparait comme candidate à la direction de The Price Is Right.